# Сидорова, Лидия Дмитриевна
Лидия Дмитриевна Сидорова (26 сентября 1926 — 8 февраля 2018, Новосибирск) — советский и российский терапевт, академик РАМН (1993—2013), академик РАН (с 2013), заслуженный деятель науки Российской Федерации (2001).

## Биография
Родилась в Белогорске Амурской области.
Окончила Новосибирский государственный медицинский институт (1949). Работала там же клиническим ординатором кафедры госпитальной терапии.
С 1952 года — ассистент, доцент, профессор, с 1977 по 2001 год — зав. кафедрой госпитальной терапии Новосибирского государственного медицинского института.
С 1985 по 1990 год — главный ученый секретарь президиума СО АМН СССР; с 1990 по 2000 год — заместитель председателя СО РАМН.
С 2002 года — профессор Новосибирского государственного медицинского университета.
Член-корреспондент АМН СССР с 1982 года, академик РАМН с 1993 года, академик РАН с 2013 года — Отделение медицинских наук РАН.
Заслуженный деятель науки РФ (2001), награждена медалью «За трудовое отличие» (1981), медалью ордена «За заслуги перед Отечеством» II степени (1996).
Скончалась 8 февраля 2018 года. Похоронена на Заельцовском кладбище Новосибирска (квартал 103).